# Иля Муромец (бомбардировач)
Вижте пояснителната страница за други значения на Иля Муромец.
„Иля Муромец“ е първият в историята тежък многомоторен бомбардировач, създаден от конструктора Игор Сикорски и произвеждан в Руската империя през 1913 г. под наименованието РБВЗ „Иля Морумец“.
Създадените четиримоторни витлови самолети от този вид през 1913 и 1914 година са обособени в „Ескадра от въздушни кораби“ (Эскадра воздушних кораблей), създавайки по този начин първото в света бомбардировъчно съединение. Бомбите са разположени както вътре в самолета, така и на външна подвеска.

## История
Тази конструкция на самолет е продължение на концепцията на конструктора Игор Сикорски за производството на многомоторни самолети, вече проверена с построяването на Руски витяз. Проектиран е от конструктори под ръководството на изтъкнатия авиационен конструктор и е произвеждан в Руско-Балтийския вагонен завод. Първият полет на самолета е през 1913 година. На 12 декември 1913 г., пилотиран от конструктора си Сикорски, Иля Морумец излита с 1100 kg товар, което е почти два пъти повече от тогавашния световен рекорд. В продължение на войната са произвеждани редица модификации, като са сменяни двигателите с по-мощни, правени са промени в конструкцията на фюзелажа (основно в кабината и опашното оперение), формата на колесника. През 1916 г. серийните бомбардировачи участват във военни операции, като носят вече бомбов товар от 800 kg., а през 1917 г. е постигната височина на полета 5200 m. и скорост от 137 km/h. 
Самолетите от серията Г и Е са използвани по време на гражданската война, и по-късно като транспортни средства в първата въздушна линия в РСФСР Москва – Харков.

## Конструкция
Бомбардировачът Иля Морумец е четиримоторен биплан, произвеждан през фронтовите години в различни по големина серии, но за всички основната схема на самолета не е променена съществено. Основният материал използван в конструкцията е дърво. В носовата част на фюзелажа и кабината за обшивка е използван шперплат. Обшивката на крилата е платнена и такава е използвана също и в опашната част на фюзелажа. Самолетът биплан има шест стойки между крилата и кабелно обтягане. Крилата са с голям размах и удължение. Изпълнени са с два лонжерона и е възможно по размаха им да се разглоби част от тях до достигане на т. нар. центроплан. Характерното за самолета е, че двигателите са без обтекатели и има свободен достъп до тях и по време на полет.  Четирите му двигатели са с водно охлаждане. По-съществени промени са направени във въоръжението с оглед защитата на бомбардировача от изтребители.

## Въоръжение
В началото на Първата световна война Иля Морумец се оказва единственият тип военен самолет, съоръжен със стрелково въоръжение. Първоначално на предната горна част на фюзелажа под горното крило са поставени две картечници „Максим“, впоследствие заменени с „Льюис“ поради високата си скорострелност 400 изстрела в минута. И двете картечници са предназначени за стрелба напред. От двете страни бомбардировачът разполага с две фюзелажни огневи точки. По-късно, в кърмата на самолета след опашните оперения, се поставя картечница в построено огнево гнездо за защита от изтребители. До края на войната въоръжението на самолета така е усъвършенствано, че обезпечава сферичен обстрел на атакуващите противникови самолети. 
През 1916 година самолетът вече носи около 500 кг. бомби, като за пускането им дори се използва електрически спусък. За защита, през 1917 година на самолета са поставени 8 картечници и резервоарите му са защитени с броня.

## Технически данни за РБВЗ „Иля Морумец“ модификацияЕ-2от серияЕ(1917)
- Години на производство 1916 – 1918
- Брой построени самолети – повече от 9 броя от серията
- Екипаж – 6 – 8
- Двигатели – 4 x „Renault“ – 220 hp (редови)
- Разпереност на горно крило – 31,35 m
- Дължина – 18,20 m
- Площ на крилата – 220 m2
- Маса празен – 4800 kg
- Маса стартова – 7000 kg
- Скорост максимална – 130 km/h
- Таван на полета – 3000 m
- Далечина на полета – 560 km
- Продължителност на полета – 4,4 h
- Въоръжение – 7 картечници (със запас от 4000 бр. патрони)
- Бомби – 500 kg [1]